# Myrian Rios
Myrian Pinto Rios (Belo Horizonte, 10 de novembro de 1958) é uma atriz, apresentadora de televisão, ex-cantora e  política brasileira.

## Biografia
Filha mais velha de quatro irmãos,
morou até quatro anos de idade em sua cidade natal, Belo Horizonte, quando se mudou para a pequena cidade mineira de Guanhães, onde viveu até seus seis anos de idade. Nesta época seus pais se mudaram para São Paulo, onde Myrian foi criada, em busca de melhores oportunidades de vida. 

## Carreira
Aos dezessete anos disputou um concurso de novos talentos no programa do cantor e humorista Moacyr Franco, onde venceu as outras candidatas no teste de atriz, e ganhou uma participação na telenovela O Feijão e o Sonho, baseada no livro de Orígenes Lessa.
Ainda iniciante na carreira artística, Myrian Rios fez fotos sensuais para ensaio da revista Lui, lançada em agosto de 1977. Em fevereiro e julho de 1978, posou nua para a revista Ele & Ela, da Bloch Editores. Esses ensaios causaram constrangimento ao seu noivo na época, o cantor Roberto Carlos, que optou por comprar das editoras todos os direitos sobre as fotografias, vedando que as fotos viessem a ser usadas novamente em qualquer publicação. 
Atuou em várias novelas de sucesso como Escrava Isaura (1976), Marrom Glacê (1979) e Coração Alado (1980). Na década de 1980, ainda casada com o cantor Roberto Carlos, Myrian diminuiu sua participação na TV mas continuou a fazer personagens marcantes como a Gabriela em Ti Ti Ti (1985) e a Ana Galhardo em Bambolê (1987).
Em 2002, passou a fazer parte do quadro de funcionários da Fundação João Paulo II, mantenedora da comunidade católica Canção Nova. Essa é uma das várias novas comunidades católicas da Renovação Carismática. Atualmente, a atriz permanece no grupo religioso, e é consagrada e missionária na comunidade Canção Nova, participando de programas da rádio, internet e da emissora católica Canção Nova.
Em 2004, a atriz lançou o livro Eu, Myrian Rios, publicado pela editora Canção Nova, onde conta toda a história de sua vida e conversão à Igreja Católica, onde conheceu a Renovação Carismática. Em 2008, lançou o CD "Orações a São Miguel Arcanjo".
Em 3 de outubro de 2010, elegeu-se deputada estadual pelo PDT-RJ, graças à expressiva votação do apresentador de televisão Wagner Montes, que obteve mais de 500 mil votos.
Em 27 de junho de 2011, causou polêmica após declarações na Assembleia Legislativa do Rio de Janeiro que associavam a homossexualidade à pedofilia.
Em 2017, a atriz lançou o livro Deixa Eu Contar Como Foi, também pela editora Canção Nova, onde conta uma experiência milagrosa ocorrida com um dos filhos.

## Vida Pessoal
Fã do cantor Roberto Carlos, em 1973, aos 15 anos, foi assistir a um show do Rei em um clube em São Paulo e teve a impressão de que Roberto Carlos cantou o show inteiro olhando para ela. Foram se conhecer pessoalmente em um lance casual, quando em Abril de 1977, voltando do Rio de Janeiro de avião, viu sentar-se ao seu lado, ninguém mais, ninguém menos que o Rei Roberto Carlos. Reconhecendo a jovem atriz, que oito meses antes havia vencido um concurso de jovens talentos no programa Moacyr Franco, Roberto Carlos puxou conversa com Myriam e até disse que havia torcido por ela. Após a notícia que devido ao mal tempo em São Paulo, o avião teria que pousar em Campinas, o Rei, que estava com três assessores, convidou Myriam para ir com eles de carro para São Paulo, ela relutou de vergonha, mas acabou aceitando, conversaram muito na viagem, Roberto a convidou para conhecer Nice, sua primeira esposa, mas ela agradeceu e o motorista, após deixar Roberto em casa, a levou para sua casa no Jardim São Paulo. Só voltariam a se encontrar em 1978, quando Myrian foi escalada de última hora para apresentar o Globo de Ouro, onde Roberto tinha sido convidado para cantar, acabaram se encontrando nos corredores, se cumprimentaram e Roberto deu um beijo no rosto de Myrian, que relatou ter ficado paralisada. Se reencontraram novamente na TV Globo no final de 1978, Roberto Carlos naquele momento já havia se separado de Nice, e avisou para Myrian que ele iria ligar para ela, Myrian perguntou como ele tinha o telefone e o Rei respondeu que já tinha conseguido com o Boni. Porém esse telefonema apenas aconteceria em Abril de 1979, Myriam relata que Roberto ligou tarde da noite e ela totalmente sonolenta, achou que fosse um trote, porém não era, o Rei estava do outro lado da linha. Após convite para que Myriam fosse assistir a um show dele no Canecão, iniciaram um relacionamento que duraria 10 anos, que apenas terminou em função do descobrimento por parte de Myriam que Roberto era vasectomisado, e com medo de perdê-la, escondeu esse fato dela. Sentindo-se enganada, tomou a decisão da separação e como a própria Myriam confidenciou à Antônia Fontenelle, em seu programa "Na Lata", separaram se amando. Myriam também confidenciou que se arrependeu e tentou voltar, porém Roberto já estava se relacionando com Maria Rita, que viria a ser sua terceira esposa.
Ainda em 1989 começou a namorar o cirurgião plástico Edmar Fontoura. No mesmo ano foi morar sozinha em Los Angeles, nos Estados Unidos, onde trabalhou como correspondente internacional de cinema para a extinta Rede Manchete. Por um ano mantiveram um relacionamento a distância, e em 1990, Edmar decidiu abrir sua clínica no exterior, e então foi morar com Myrian em Los Angeles. O casal voltou a viver no Rio de Janeiro em 1995, por conta do trabalho de Myrian na televisão. Em 28 de outubro de 1996 nasceu, de parto normal, no Rio de Janeiro, seu primeiro filho: Edmar Rios Fontoura. O casal separou-se em 1998, por divergências conjugais.
Após outros relacionamentos casuais, iniciou um namoro com o ator André Gonçalves em 1999. Com três meses de namoro ele foi morar na casa de Myrian, que morava sozinha com o filho. Em 2000, sem esperar, descobriu uma nova gravidez. Em 6 de dezembro de 2001, também de parto normal, no Rio de Janeiro, nasceu seu segundo filho: Pedro Arthur Rios Gonçalves. O relacionamento conjugal chegou ao fim em 2002, de forma amigável.
Em entrevistas revelou que um dia pretende casar-se novamente, e que desde sua última separação não quis manter relacionamentos sérios, apenas casuais.
Desde 2018 voltou a viver em seu apartamento na Capital Paulista. Ela vive com seu filho caçula, pois seu filho mais velho, que é DJ e rapper, preferiu continuar morando no Rio, com o pai.
A atriz é vegetariana desde 1981. Em entrevistas revelou que desde a infância nunca gostou de carne de frango, porco e peixe, e só consumia carne vermelha, mas na adolescência começou a ler sobre os malefícios desse consumo, e aos 23 anos decidiu parar de consumir. Revelou em entrevistas que seus filhos não seguiram seu estilo vegetariano.
Informou ser católica desde o nascimento, e por doze anos de sua vida atuou como missionária, e que até hoje frequenta a missa semanalmente, assim como seus filhos seguem a religião.

## Filmografia

### Televisão
| Ano       | Título                               | Papel                          | Emissora          | Notas               |
| --------- | ------------------------------------ | ------------------------------ | ----------------- | ------------------- |
| 1976      | Moacyr Franco Show                   | Vencedora                      | Rede Globo        |                     |
| 1976      | Globo de Ouro                        | Apresentadora                  | Rede Globo        |                     |
| 1976      | O Feijão e o Sonho                   | Irene                          | Rede Globo        |                     |
| 1976      | Duas Vidas                           | Cidinha                        | Rede Globo        |                     |
| 1976      | Escrava Isaura                       | Aninha                         | Rede Globo        |                     |
| 1977      | Espelho Mágico                       | Morena                         | Rede Globo        |                     |
| 1977      | Sem Lenço, sem Documento             | Márcia                         | Rede Globo        |                     |
| 1978      | Sítio do Picapau Amarelo             | Branca de Neve                 | Rede Globo        |                     |
| 1978      | Pecado Rasgado                       | Patrícia                       | Rede Globo        |                     |
| 1979      | Memórias de Amor                     | Maria                          | Rede Globo        |                     |
| 1979      | Marron Glacê                         | Shirley                        | Rede Globo        |                     |
| 1980      | Coração Alado                        | Xandinha                       | Rede Globo        |                     |
| 1981      | O Amor É Nosso                       | Nina                           | Rede Globo        |                     |
| 1983-1984 | Vídeo Show                           | Apresentadora                  | Rede Globo        |                     |
| 1985      | Globo de Ouro                        | Apresentadora                  | Rede Globo        |                     |
| 1985      | Ti Ti Ti                             | Gabriela Spina                 | Rede Globo        |                     |
| 1987      | Bambolê                              | Ana Galhardo/Eugênia Galhardo  | Rede Globo        |                     |
| 1991      | Floradas na Serra                    | Elza                           | Rede Manchete     |                     |
| 1994      | Incrível, Fantástico, Extraordinário | Alice                          | Rede Manchete     | Episódio: "O Baile" |
| 1995      | Malhação                             | Teresa (participação especial) | Rede Globo        |                     |
| 1996      | Irmã Catarina                        | Catarina                       | CNT               |                     |
| 1998      | Era uma Vez                          | Isaura                         | Rede Globo        |                     |
| 1999      | Tiro e Queda                         | Vanessa                        | Rede Record       |                     |
| 2000      | Aquarela do Brasil                   | Zuleika                        | Rede Globo        |                     |
| 2001      | O Clone                              | Anita                          | Rede Globo        |                     |
| 2003      | Semeando Esperança                   | Apresentadora                  | Rádio Canção Nova |                     |
| 2004      | Coração Solidário                    | Apresentadora                  | Rádio Canção Nova |                     |
| 2004      | Atitude Solidária                    | Madrinha das obras sociais     | Rádio Canção Nova |                     |
| 2005      | Rio Melhor para Deus                 | Madrinha das obras sociais     | Rádio Canção Nova |                     |
| 2006      | Atitude Solidária                    | Apresentadora                  | TV Canção Nova    |                     |
| 2007      | Rezando em Familia                   | Locutora                       | Rádio Canção Nova |                     |
| 2008      | Clube da Evangelização               | Apresentadora                  | TV Canção Nova    |                     |
| 2009      | Programa Porta a Porta               | Apresentadora                  | TV Canção Nova    |                     |
| 2018-20   | As Aventuras de Poliana              | Ruth Goulart                   | SBT               |                     |
| 2022-23   | Poliana Moça                         | Ruth Goulart                   | SBT               |                     |

### Cinema
| Ano  | Título                                               | Papel |
| ---- | ---------------------------------------------------- | ----- |
| 1982 | Alguém (baseado no conto "O Mudo" de André Carneiro) | Maria |
| 1984 | A Filha dos Trapalhões                               | Júlia |
| 1988 | Banana Split                                         | Jane  |

### Teatro
| Ano  | Título                                        |
| ---- | --------------------------------------------- |
| 1982 | O Sonho de Alice (musical) - Alice            |
| 1987 | A Bela Adormecida (musical) - Princesa Aurora |
| 2021 | Rainha Ester - Ester                          |
| 2022 | Nunca desista de seus sonhos - Camila         |